# Peire Cardenal
Peire Cardenal, o Cardinal (Velay, 1180 – Montpellier, 1278), è stato un trovatore alverniate (fl. 1204–1272) noto soprattutto per i suoi sirventesi satirici e la sua antipatia per il clero. Della sua opera restano 96 brani, un numero considerevole, riscontrabile di rado in altri poeti della sua epoca.

## Biografia
Peire Cardenal nacque a Le Puy-en-Velay, in una nobile famiglia, e fu avviato alla carriera ecclesiastica. Suo padre lo fece entrare nella Canonica di Puy, dove apprese a leggere e cantare. A 23 anni lasciò gli ordini ed entrò alla corte di Raimondo VI, conte di Tolosa. Il percorso di formazione clericale gli consentì così di approfondire le sue conoscenze nell'ambito della poesia.
Solo in un secondo tempo abbandonò la carriera ecclesiastica, a causa dei forti richiami del mondo laico e della vanità del mondo 

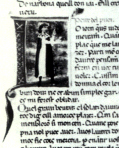
"Peire del Puei"

Cardenal incominciò la sua carriera come segretario presso la corte di Raimondo VI di Tolosa, identificato come Petrus Cardinalis intorno al 1204 da documentazioni ufficiali. Sempre alla stessa corte, nel periodo in cui prestò i suoi servigi a Raimondo VII di Tolosa, in alcuni suoi scritti utilizzò anche lo pseudonimo di Peire del Puoi o Pierre du Puy.
Peire viaggiò moltissimo ed ebbe contatti con altri signori a lui contemporanei, quali il conte di Alvernia, quello di Foix e di Rodez, con la famiglia dei del Baus e quella del Delfinato di Vienne, oltre ai possibili incontri in terra di Spagna con Alfonso X di Castiglia e Giacomo I d'Aragona (sebbene Peire non faccia mai menzione di quest'ultimo nei suoi componimenti poetici).

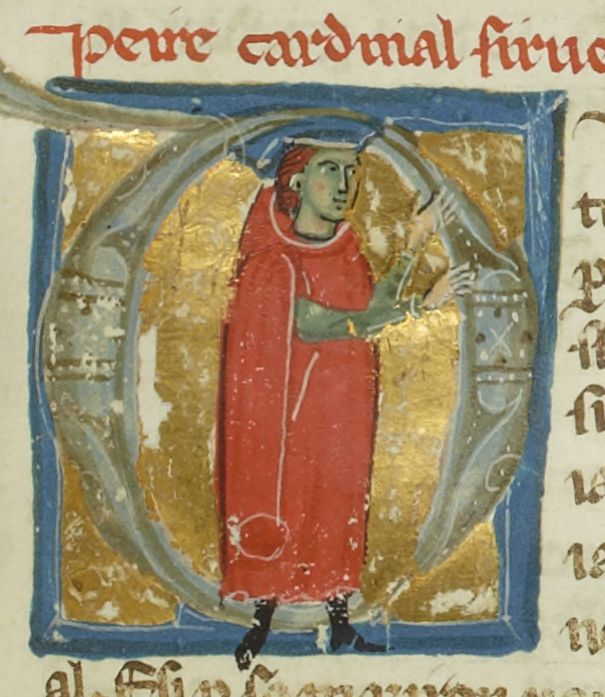
Peire Cardenal giovane, da una raccolta di poesie dei trovatori del XIII secolo

Durante i suoi numerosi viaggi aveva al suo seguito un certo numero di joglars, alcuni dei quali vengono menzionati nelle sue canzoni, e conobbe un buon numero di trovatori, tra i quali si ricordano Aimeric de Belenoi e Raimon de Miraval. Potrebbe inoltre aver incontrato Daude de Pradas e Guiraut Riquier a Rodez. In uno dei suoi pezzi omaggiò il trovatore Cadenet, dal quale ricevette una certa influenza. Forse anche Bernart de Venzac ebbe una qualche influenza su di lui.
Da giovane mostrò una certa perplessità nei riguardi del Regno di Francia, del clero e della crociata contro gli Albigesi.
Nella composizione Li clerc si fan pastor, scritta intorno al 1245 dopo il primo Concilio di Lione, nel quale i vertici della chiesa promossero una campagna contro l'imperatore Federico II ma non contro i Mori, criticò esplicitamente la dilagante laicità del clero.
Se in Atressi cum per fargar Cardenal suggerì agli ecclesiastici di non avallare spargimenti di sangue, in Totz lo mons es vestitiz et abrazatz, invece invocò Filippo III di Francia, appena succeduto al padre Luigi IX di Francia morto nel 1270, di non mancare gli aiuti necessari per organizzare la nona crociata in Siria.
Verso la fine della sua esistenza apparve riconciliato con il nuovo modus vivendi presente nel sud della Francia. Morì nel 1278, alla straordinaria età di 98 anni, nella città di Montpellier o forse a Nîmes, dopo aver esercitato la carriera di trovatore per quasi settant'anni dal 1204 al 1272.

## Opera
La carriera di Cardenal si rivelò tra le più prolifiche e fertili della tradizione occitanica, al punto da riunire oltre settanta componimenti.
La grande maggioranza di queste opere è formata da liriche a contenuto moralistico e satirico, talvolta relative a situazioni personali dell'autore, ma soprattutto incentrate su tematiche generali etiche e religiose. Sospinto da un profondo spirito polemico, Cardenal mise in discussione quasi tutti i cardini della società del suo tempo, a cominciare dalla tradizione cortese e proseguendo con la degenerazioni dei costumi.
Oltre alla mondanità del clero, Cardenal criticò ampiamente i temi del giudizio universale e della predestinazione.
Qualcuno gli attribuisce la parte anonima della Canson de la Cozada, ma senza che vi siano attestazioni plausibili in merito.
Tre delle canzoni di Peire si sono conservate con le melodie, ma due (per una canso e un sirventes) vennero composte da altri, rispettivamente da Giraut de Bornelh e Raimon Jordan. Come molti dei suoi trovatori contemporanei, Peire compose solo contrafacta. La terza, per Un sirventesc novel vuelh comensar, potrebbe essere opera dello stesso Peire ed è simile alla melodia presa in prestito di Guiraut de Bornelh, in massima parte sillabica con melismi e finali frastici. Lo scarso numero di melodie pervenuteci (attribuibili a lui) relative alla sua produzione poetica è sorprendente, se si considera che la sua vida attribuisce a lui "l'invenzione di poesie con molti bei temi e con melodie bellisime."

### Composizioni[13]

#### Cansos
- Ar me puesc ieu lauzar d'amor
- Ben teinh per fol e per muzart
- S'ieu fos amatz o ames
- Vera vergena, Maria (canzone religiosa)

#### Cobla esparsas
- A Dieu grazisc car m'a donat lo sen
- Lo segle vei chamjar (due coblas)
- Tostemps volgra·m vengues bonaventura (due coblas)

#### Ensenhamen
- Sel que fes tot cant es

#### Estribot
- Un estribot farai, que er mot maïstratz (una lassa di versi alessandrini)

#### Favola
- Una ciutatz fo, no sai cals (in distici ottonari)

#### Scambio dicoblas
- En Peire, per mon chantar bel (con Uc de Manzat)

#### Sermoni
- Jhesus Cristz, nostre salvaire
- Predicator

#### Sirventes
- Ab votz d'angel, lengu' esperta, non bleza
- Aissi com hom plainh son fill o son paire
- Al nom del senhor dreiturier
- Anc mais tan gen no vi venir pascor[14]
- Anc non vi Breton ni Baivier
- Aquesta gens, cant son en lur gaieza
- A totas partz vei mescl' ab avaresa
- Atressi com per fargar
- Bel m'es qui bastis
- Ben volgra, si Dieus o volgues
- Caritatz es en tan bel estamen
- Clergia non valc anc mais tan
- Dels quatre caps que a la cros
- De paraulas es grans mercatz
- De selhs qu'avetz el sirventes dich mal
- De sirventes faire no·m tueill
- De sirventes sueilh servir
- D'Esteve de Belmon m'enueia
- D'un sirventes far soi aders
- Un sirventes qu'er miegz mals e miegz bos[15]
- Ieu trazi pietz que si portava chieira
- Falsedatz e desmezura
- Ges non me sui de mal dir chastiatz
- L'afar del comte Guio
- L'arcivesques de Narbona
- Las amairitz, qui encolpar las vol
- Clergue si fan pastor
- Lo jorn qu'ieu fui natz
- Lo mons es aitals tornatz
- Lo sabers del segle es foudatz[16]
- Non cre que mos ditz
- Non es cortes, ni l'es pretz agradius
- [Pels clercs es a]pellatz herege qui ne jura
- Per fols tenc Polhes e Lombartz
- Pos ma boca parla sens
- Quals aventura
- Qui se vol tal fais cargar que·l fais lo vensa
- Qui ve gran maleza faire
- Qui vol aver fina valor entieira
- Qui volra sirventes auzir
- Razos es qu'ieu m'esbaudei
- Ricx homs que greu dis vertat e leu men
- Sitot non ai joi ni plazer
- Si tots temps vols viure valens e pros
- Tals cuida be
- Tan son valen vostre vezi[17]
- Tan vei lo segle cobeitos
- Tartarassa ni voutor
- Tendas e traps, alcubas, pabalhos
- Tostemps azir falsetat et enjan
- Tostemps vir cuiar en saber
- Tot enaissi con fortuna de ven
- Tot farai una demanda
- Totz lo mons es vestitz e abarratz
- Un decret fas drechurier
- Un sirventes ai en cor que comens
- Un sirventes fauc en luec de jurar
- Un sirventes novel vueill comensar
- Un sirventes trametrai per messatge
- Un sirventes vuelh far dels auls glotos

#### Sirventes-descort
- Maint baro ses lei

#### Componimenti contesi ad altri trovatori
- Aicel que non es aizit (cobla di autore anonimo)
- Us albres, cant es en flor (cobla di autore anonimo)
- Alexandris fon le plus conquerens (due coblas di autore anonimo)
- Amics non es homs, si non par (cobla di autore anonimo)
- A tota donna fora sens (cobla di autore anonimo)
- Be volria,si far si pogues (cobla di autore anonimo)
- Bona genz, veias cal via (cobla di autore anonimo)
- De tant tenc per nesci Andreu[18] (cobla di autore anonimo)
- Desirat ai enqer desir (cobla di autore anonimo)
- Domna que va ves Valensa (cobla di autore anonimo)
- D'un sirventes a far ai gran talen[19] (sirventes di Pons de la Garda)
- Entre·ls desleals barons mi plas rabasta (cobla di autore anonimo)
- Ieu contraditz so c'om ten a bubanz (cobla di autore anonimo)
- Eu m'escondisc, dompna, que mal non mier[20] (canso di Bertran de Born)
- Ja hom pres ni dezeretatz[21] (sirventes di Raimbaut de Vaqueiras)
- Ma domn' am de bona guisa (cobla di autore anonimo)
- Nueyt e iorn suy en pensamen[22] (tenso immaginaria di Garin lo Brun)
- Can la freid' aura venta[23] (canso di Bernart de Ventadorn)
- Quan lo dous temps d'abril[24] (sirventes di Peire de Bussignac)
- Si ves home e non sap cui (di autore anonimo)
- Tot aissi soi desconsellatz (di autore anonimo)
- Tot m'enuega cant auch ni vei (di autore anonimo)
- Una ren ai conoguda (di autore anonimo)